# Mesa Redonda Belgo-Congolesa

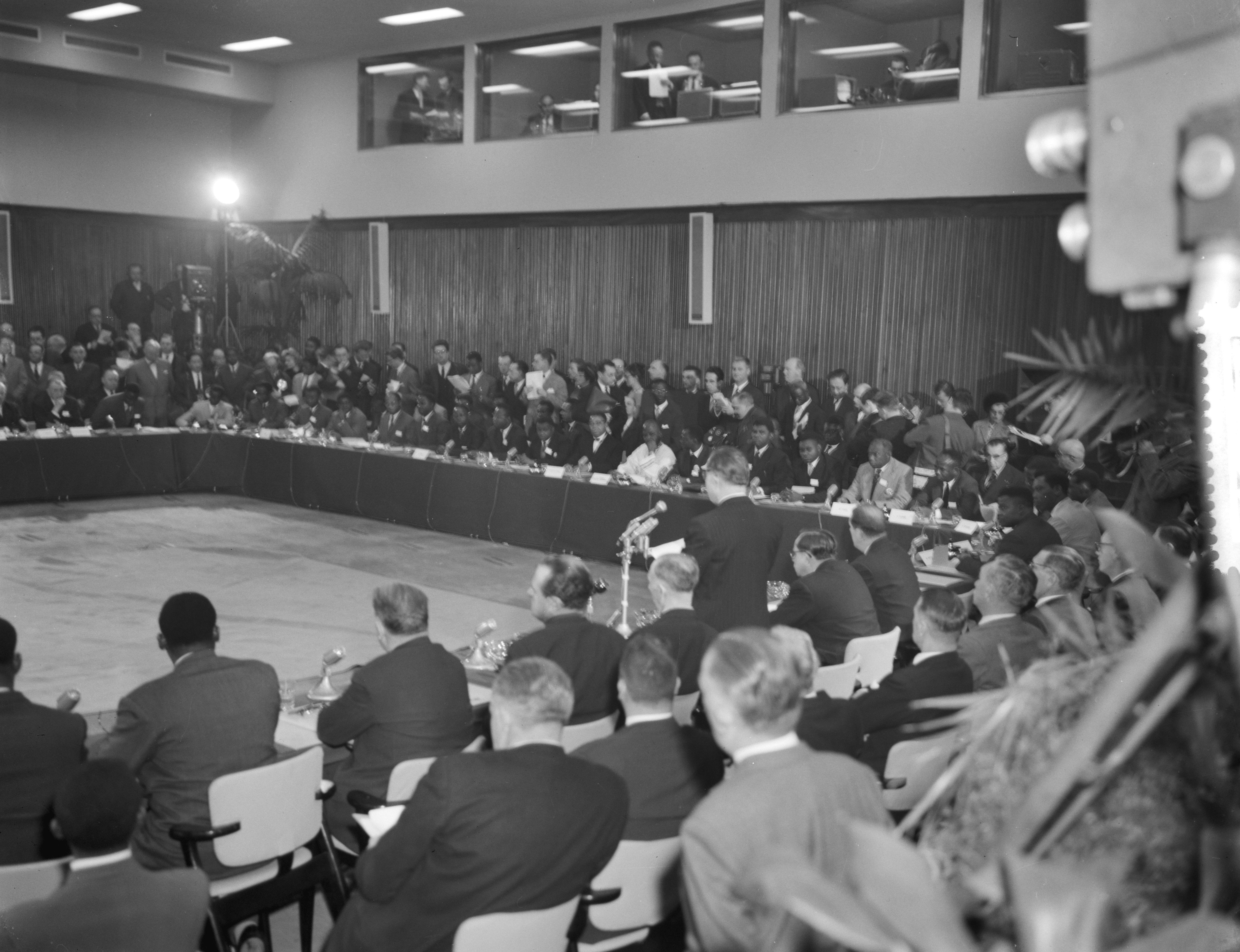
Reunión inaugural de la Mesa redonda belgo-congolesa, 20 de enero de 1960

La Mesa redonda belgo-congolesa (en francés: Table ronde belgo-congolaise), también conocida como Mesa redonda de Bruselas (en francés: Table ronde de Bruxelles), fue una conferencia realizada en 1960 en Bruselas (20 de enero - 20 de febrero y 26 de abril - 16 de mayo). Allí,  líderes políticos y empresariales belgas se reunieron con representantes de la clase política del entonces Congo Belga, así como jefes tribales congoleses (en francés: chefs coutumiers).
Las reuniones de la conferencia condujeron a la adopción de 16 resoluciones sobre el futuro del Congo Belga y sus reformas institucionales. Con un amplio consenso, la fecha de la independencia se estableció el 30 de junio de 1960.

## Antecedentes

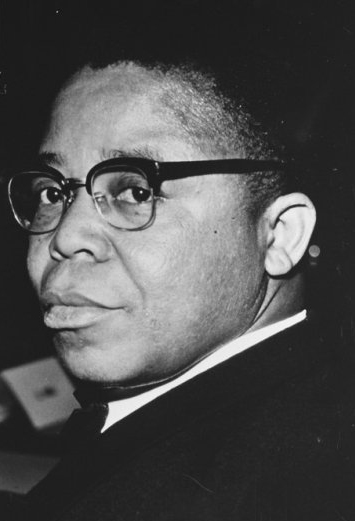
Joseph Kasa-Vubu en la conferencia

La idea de la conferencia fue formulada por primera vez en 1959 por el Partido Laborista Congolés (PTC, en francés: Parti Travailliste Congolais). Reunió el apoyo de la Alianza Bakongo (ABAKO) y el Partido Socialista Belga (PSB). La idea de una conferencia bilateral destinada a organizar la independencia de la colonia belga fue adoptada a su vez por el ministro del Congo Belga y Ruanda-Urundi, August de Schryver, quien también era el líder del Partido Social Cristiano, el mayor partido político belga en ese tiempo.
Entre los factores que contribuyeron a que esta idea tomara forma, se destacan los siguientes:
- Activismo de base alrededor de figuras populares como Joseph Kasa-Vubu y Patrice Lumumba.[4]
- Los disturbios de enero de 1959 en Léopoldville,[3] el empeoramiento del clima de seguridad[2] y la creciente sensación de inseguridad entre los colonos.[5]
- El sentimiento general del proceso inevitable e irreversible de la Descolonización de África.[6]
- Deterioro de la economía local (la deuda pública de la colonia aumentó de 4.000 a 46.000 millones de francos belgas entre 1949 y 1960).[7]
- El fracaso de la segunda visita del rey Balduino al Congo Belga en diciembre de 1959, que no permitió que se redujeran las tensiones políticas.[7]

La creación de un diálogo belga-congolés a gran escala también fue compatible con un discurso del rey belga Balduino transmitido el 13 de enero de 1959. Expresó su deseo de "liderar a las poblaciones congolesas, sin demoras dañinas, pero también sin prisas irreflexivas, hacia la independencia, en prosperidad y en paz".
El 3 de enero de 1960, el gobierno belga anunció que convocaría una conferencia de mesa redonda con el objetivo de ayudar a la transición congolesa del dominio colonial a la independencia.

## Delegaciones

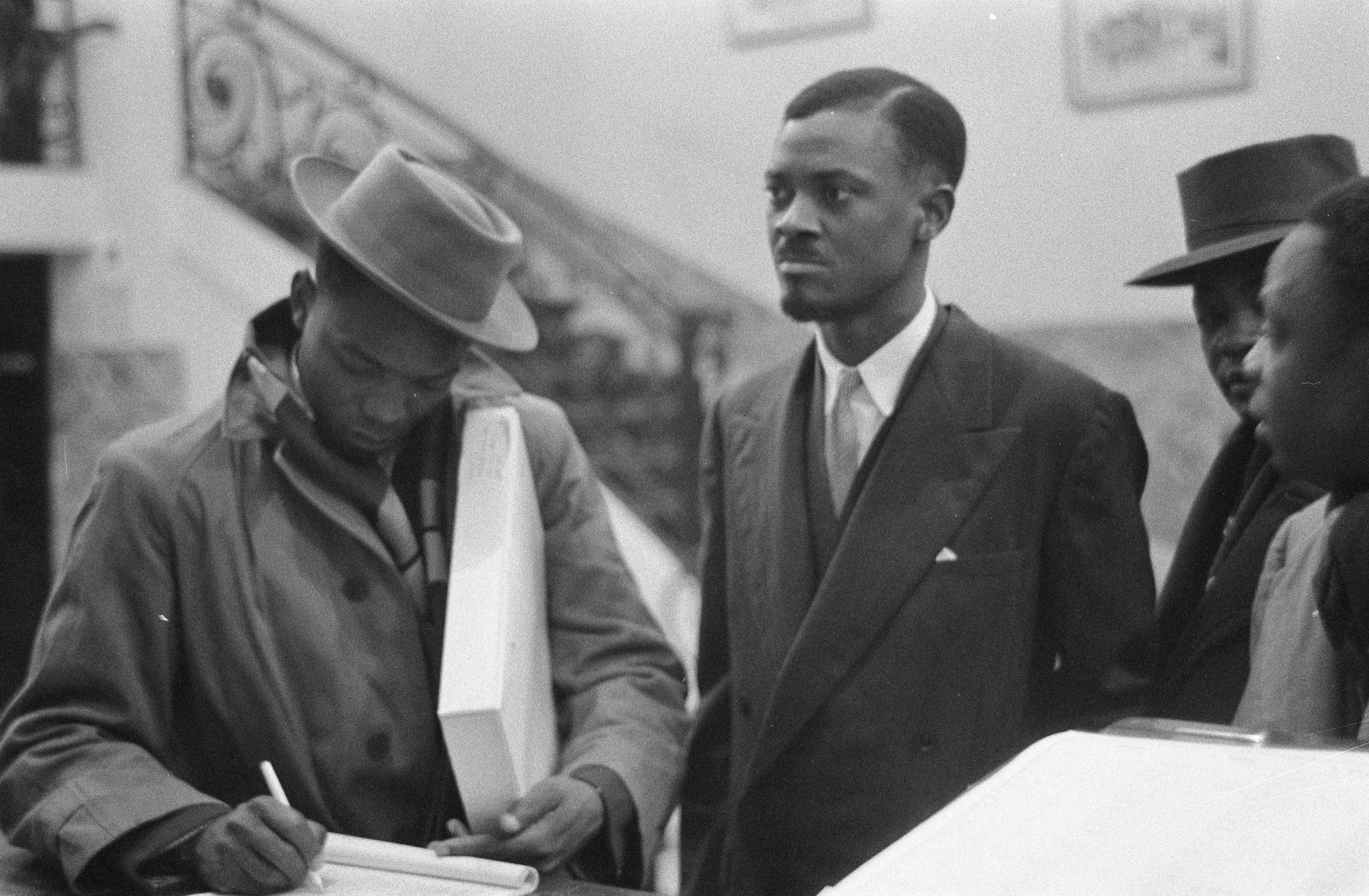
Patrice Lumumba en la conferencia, junto a miembros de su partido

La delegación congolesa estaba conformada por varios partidos políticos, entre ellos la Alianza Bakongo (ABAKO) y el Movimiento Nacional Congolés (MNC). Entre los dirigentes que asistieron a la conferencia estuvieron Joseph Kasa-Vubu, Moise Tshombe y Patrice Lumumba. Se invitó a varios jefes tradicionales a la conferencia para reducir la proporción de figuras clave del movimiento de independencia en las delegaciones congolesas. El periodista y futuro dictador congolés Joseph-Désiré Mobutu también asistió a la conferencia, como secretario de Patrice Lumumba.
En el lado belga, entre otros, estuvieron presentes las siguientes personas:
- Gaston Eyskens, primer ministro
- Albert Lilar, vice primer ministro
- August de Schryver, Ministro de Congo Belga y Ruanda-Urundi
- Arthur Gilson, Ministro de Defensa
- Pierre Harmel, Ministro de la Función Pública

## La conferencia y sus resultados
En la víspera de la conferencia, las delegaciones congolesas celebraron una serie de reuniones. Los estudiantes congoleses expresaron su preocupación en Bruselas de que la desunión en el Congo impediría que los delegados se aprovecharan de la tenue posición de Bélgica. Como resultado, casi todas las delegaciones resolvieron formar un Frente común para presentar sus demandas en la conferencia.
Esa noche, el Frente Común lanzó su primera declaración. Se exigió que las negociaciones fueran más que consultivas. Todas las decisiones tomadas deberían ser vinculantes para el gobierno belga. También requería que al Congo se le otorgara de inmediato la independencia. De Schryver y la delegación belga quedaron conmocionados por la declaración conjunta, que subestimó la magnitud del descontento congolés y su voluntad de cooperar a través de las líneas partidarias.
La Conferencia de Mesa Redonda se inauguró el 20 de enero con un discurso del Primer Ministro belga Gaston Eyskens.
Al final de la conferencia, se adoptaron las siguientes resoluciones notables:
- La declaración de independencia del Congo el 30 de junio de 1960.
- Los principios de la constitución congolesa, votados por el parlamento belga en mayo de 1960.
- La organización estructural del estado y la separación de poderes.